# Rörmyrtjärnen (Edefors socken, Norrbotten, 735855-171844)
Rörmyrtjärnen är en sjö i Bodens kommun i Norrbotten och ingår i Luleälvens huvudavrinningsområde.